# Nongfeng
Nongfeng (kinesiska: 农丰, 农丰满族锡伯族镇) är en köping i Kina. Den ligger i provinsen Heilongjiang, i den nordöstra delen av landet, omkring 48 kilometer sydväst om provinshuvudstaden Harbin. Antalet invånare är 20 827. Befolkningen består av 10 087 kvinnor och 10 740 män. Barn under 15 år utgör 11,0 %, vuxna 15-64 år 80 %, och äldre över 65 år 7,0 %.
Genomsnittlig årsnederbörd är 728 millimeter. Den regnigaste månaden är juli, med i genomsnitt 160 mm nederbörd, och den torraste är januari, med 6 mm nederbörd.